# Deltentosteus
Deltentosteus  é um género de peixe da família Gobiidae e da ordem Perciformes.

## Espécies
- Deltentosteus collonianus (Risso, 1820)[3]
- Deltentosteus quadrimaculatus (Valenciennes, 1837)[4][5][6][7][8][9][10][11]